# عضل مصري صغير
عضل مصري صغير (الاسم العلمي: Gerbillus gerbillus) (بالإنجليزية: Lesser Egyptian Gerbil)‏ هو نوع من الحيوانات يتبع جنس العضل من الفصيلة الفأرية.